# Rukai

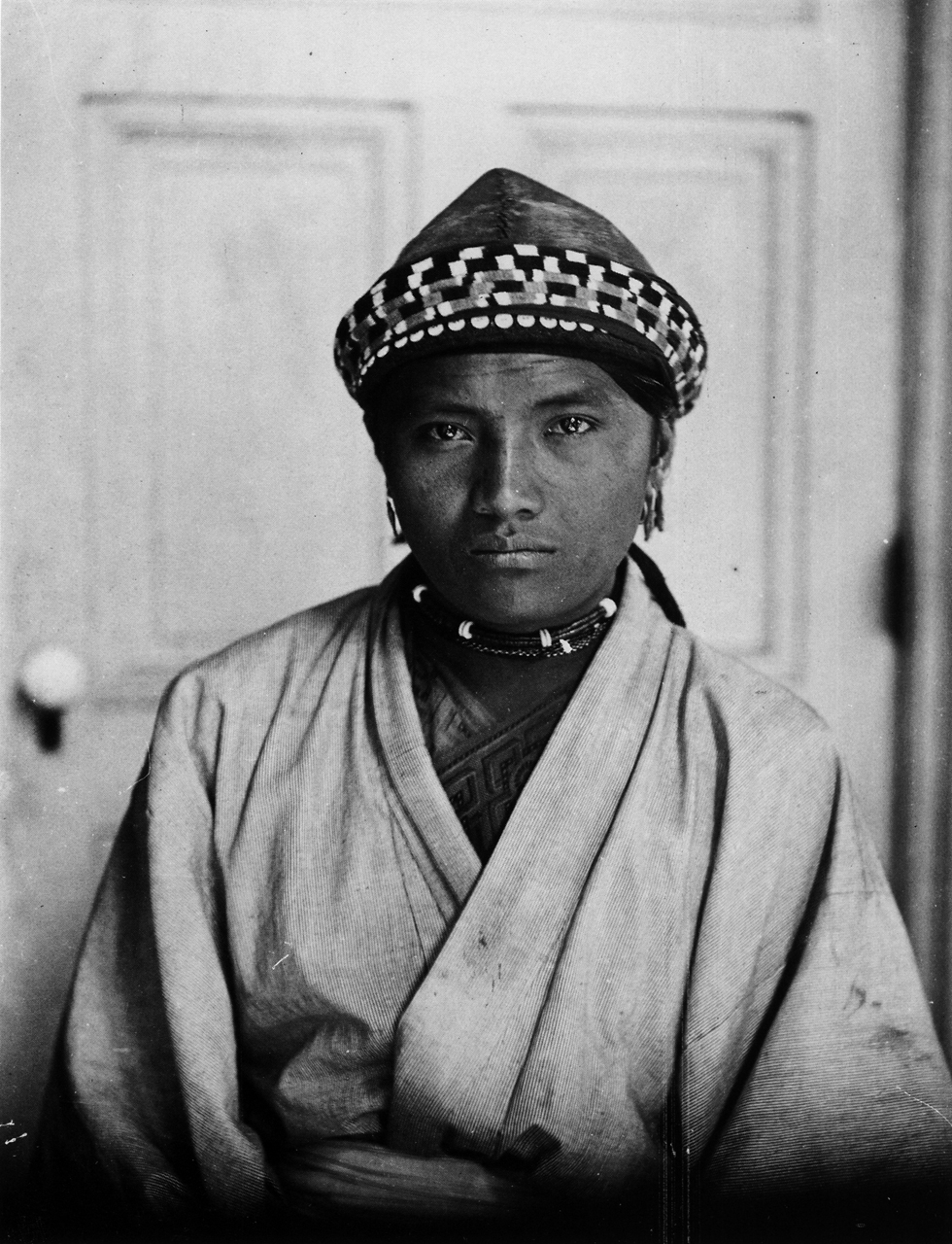
chef de village Rukai

Les Rukai (chinois : 魯凱) sont l'un des peuples aborigènes de Taïwan, officiellement reconnus par la République de Chine. Ils parlent le rukai, une langue du sous-groupe formosan des langues austronésiennes. Ils sont près de 13 000 individus.

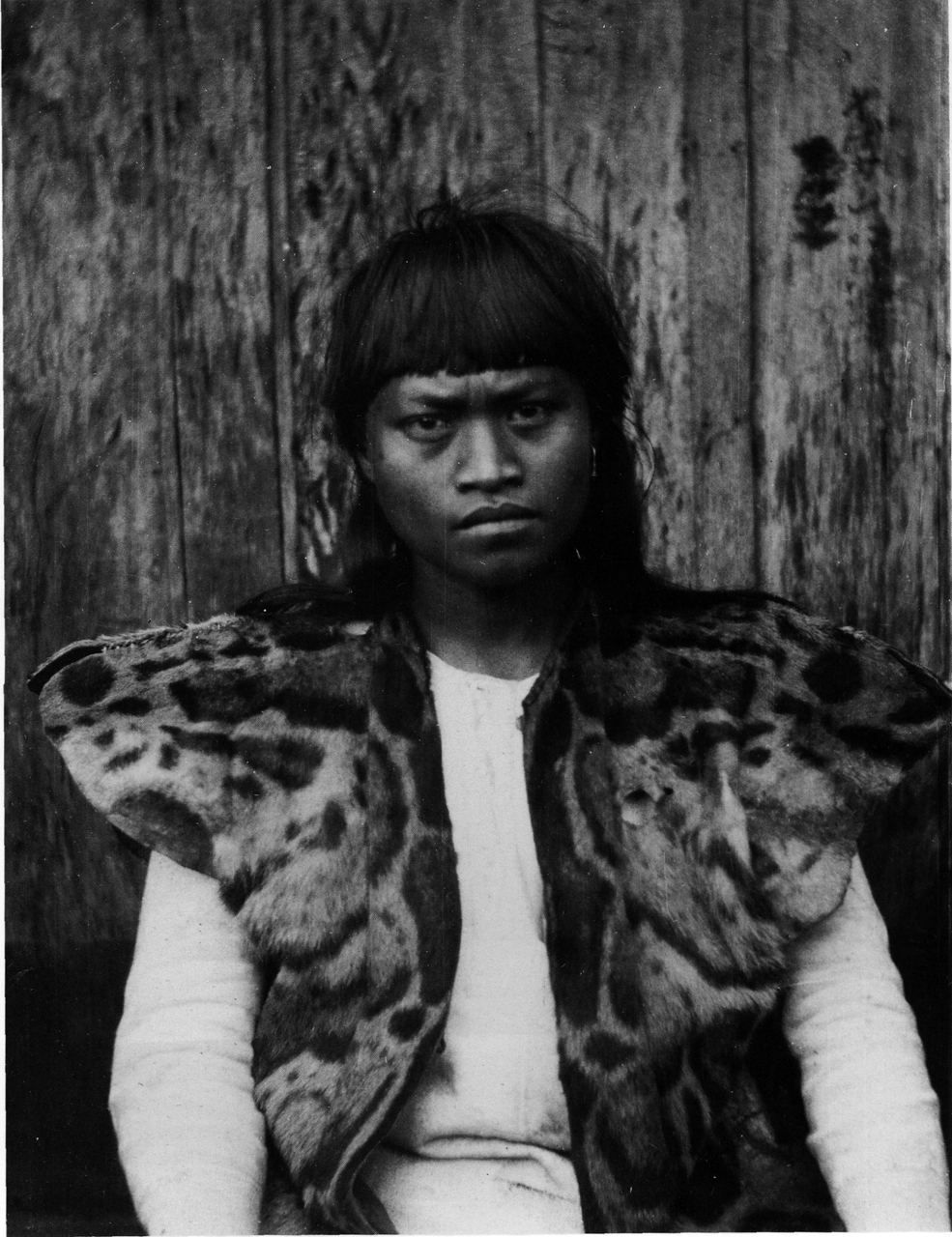
Probablement un Rukai, vers 1900, revêtu d'une fourrure de Panthère nébuleuse. Photographie de Torii Ryūzō

## Personnalités Rukai
- Eleng Luluan, artiste contemporaine